# Camellia longzhouensis
Camellia longzhouensis là một loài thực vật có hoa trong họ Theaceae. Loài này được J.Y.Luo mô tả khoa học đầu tiên năm 1983.